# Wyspy Perłowe
Wyspy Perłowe (hiszp. Archipiélago de las Perlas) – grupa ok. 90 wysp i 100 bezimiennych wysepek położonych w Zatoce Panamskiej ok. 50 km od wybrzeża Panamy. 
Największe z nich to Isla del Rey – 234 km² i Isla San José – 44 km². Najbardziej znaną wyspą archipelagu jest Contadora – najważniejszy ośrodek turystyczny w tym regionie. Pozostałe wyspy to m.in. Isla Casaya, Isla Casayeta, Isla Galera, Isla Bolano, Isla Buena Vista, Isla Saboga.
Znane były już konkwistadorom.